# Miloslav Duda
Miloslav Duda (* 26. srpna 1941 Olomouc-Holice) je emeritní univerzitní profesor medicíny se specializací na chirurgii, dřívější přednosta II. chirurgické kliniky Fakultní nemocnice Olomouc a profesor chirurgie na Lékařské fakultě Univerzity Palackého v Olomouci.

## Život

### Studium
Rodiče Miloslava Dudy byli učiteli měšťanské školy v olomoucké čtvrti Holice. Již během středoškolského studia se zajímal o medicínu, tu pak absolvoval na Lékařské fakultě Univerzity Palackého v Olomouci. Od počátku ho zaujala chirurgie. Působil na zdejší chirurgické klinice u profesora Vladislava Rapanta jako demonstrátor. Již ve třetím ročníku studia provedl svou první operaci – apendektomii. Po promoci v roce 1964 působil na chirurgickém oddělení nemocnice ve Šternberku, tehdy součásti Okresního úřadu národního zdraví v Olomouci. Roku 1970 se stal ve Fakultní nemocnici Olomouc jako sekundární lékař I. chirurgické kliniky FNP jedním ze členů týmu profesora Zdeňka Šerého, specialisty na chirurgii jícnu, jenž navazoval na výsledky práce profesora Rapanta. Chirurgie jícnu se tak stala pro Miloslava Dudu jednou z klíčových náplní jeho pracovní a vědeckovýkumné činnosti, zaměřené rovněž na gastroenterochirurgii, hrudní chirurgii, endokrinochirurgii, miniinvazivní chirurgii a onkochirurgii.

### Pobyt v USA
Atestaci II. stupně z chirurgie složil v červnu 1973 v Praze v Nemocnici Na Bulovce, v 1980 získal vědecký titul kandidáta lékařských věd (CSc.) a roku 1984 habilitoval. V letech 1985–1986 absolvoval studijní pobyt v USA na třech tamějších univerzitách jako stipendista International Research and Exchanges Board (IREX) v New Yorku. Postupně tak pobýval na Harvard Medical School v Bostonu, The University of Chicago a na University of California v Los Angeles.

## Kariéra

### Fakultní nemocnice v Olomouci
Po návratu z USA byl od 1. února 1986 na základě konkurzu jmenován do funkce přednosty II. chirurgické kliniky FNOL, která byla tehdy umístěna mimo hlavní areál v bývalém klášteře v Olomouci-Řepčíně. Vědeckou hodnost doktora lékařských věd (DrSc) získal v únoru 1987, čímž splnil podmínky pro jmenování profesorem chirurgie s datem 25. srpna 1988. V devadesátých letech minulého století se podíle na plánování a vybavování nového moderního chirurgického monobloku FNOL v hlavním areálu nemocnice, kam se jeho klinika přestěhovala v prosinci 2001. Tyto nové prostory se svým přístrojovým vybavením umožnily zavádění moderních operačních postupů. Činnost kliniky pod vedením prof. Dudy se soustřeďovala na všeobecnou chirurgii, chirurgii zažívacího traktu s důrazem na laparoskopickou chirurgii, chirurgii jícnu a štítné žlázy, zejména se rozvíjela laparoskopická chirurgie, jakož i cévně-transplantační chirurgie. Své působení ve funkci přednosty II. chirurgické kliniky ukončil k 31. prosinci 2006.
Po odchodu z místa přednosty II. chirurgické kliniky FN Olomouc koncem roku 2006 se činnost na Lékařské fakultě UP v Olomouci omezila na malý podíl na výuce studentů, publikační činnost a na řešení grantů, u nichž byl vedoucím řešitelem. Působil rovněž jako konzultant v Nemocnici Krnov, byl vedoucím Subkatedry onkochirurgie Institutu postgraduálního vzdělávání ve zdravotnictví (IPVZ) Praha a přednášel rovněž na Lékařské fakultě Ostravské univerzity. Po odchodu z přednostenského místa přijal nabídku z Nemocnice Nový Jičín, která se transformovala na jedno z patnácti center vysoce specializované onkologické péče (KOC) pro dospělé v ČR, aby zde zavedl hrudní chirurgii a chirurgii jícnu. V následujících letech zde vychoval úspěšný tým zaměřený na tuto problematiku, jenž nyní zavedl i robotické hrudní operace. V současnosti zde nadále vykonává konzultační činnost v této oblasti, působí v postgraduálním vzdělání chirurgů v onkochirurgii na chirurgické klinice FNOL v Olomouci, kam je dislokována subkatedra onkochirurgie IPVZ, a vykonává i znaleckou činnost v chirurgii.

### Čestné funkce
Je členem či funkcionářem sedmi odborných společností. Byl mimo jiné místopředsedou a členem výboru České chirurgické společnosti, České gastroenterologické společnosti ČLS JEP, předsedou a místopředsedou Onkochirurgické sekce České onkologické a později chirurgické společnosti ČLS JEP a předsedou Spolku lékařů v Olomouci. Vzpomínky prof. Dudy vydala pod titulem Půlstoletí s chirurgií... nejen olomouckou Univerzita Palackého v roce 2021.

## Vědecká práce
Publikoval více než tři sta vědeckých prací. Byl vedoucím autorem první české monografie o novém způsobu operování z roku 1996 Miniinvazivní chirurgie. Je autorem čtyř vysokoškolských učebnic, společně s režisérem Vladimírem Kabelíkem vytvořil 18 výukových filmů, je autorem 11 elektronických učebnic na CD-ROM. Věnoval se rovněž minulosti české chirurgie jako vedoucí autorského kolektivu publikace Historie chirurgie: vybrané statě olomoucké a moravské chirurgie (UP Olomouc 2008).

## Ocenění
Za svoji práci získal řadu ocenění – např. Cenu prezidia Československé lékařské společnosti J. E. Purkyně, Maydlovu cenu České chirurgické společnosti, Medaili prof. Stanislava Kostlivého, prof. Konštantina Čárského a prof. Stanislava Čárského za přínos pro slovenskou chirurgii, čestné členství Sekce videochirurgie Polské chirurgické společnosti a je nositelem Zlaté medaile Univerzity Palackého v Olomouci. V roce 2011 obdržel Cenu města Olomouce v oblasti přírodních věd a lékařství.

## Publikace (výběr)
- Chirurgická léčba funkčních poruch gastroezofageálního spojení a jícnu.Funkční poruchy jícnu. Miloslav Duda. 1. vyd. – Bratislava, 1984.
- Miniinvazivní chirurgie. Miloslav Duda, Stanislav Czudek s kolektivem autorů. –Třinec: Nemocnice Podlesí, 1996. 231 s.
- Práce sestry na operačním sále. Miloslav Duda a spol. 1. vyd. Praha: Grada Publishing, 2000. – 389 s.
- Hrudní chirurgie. Miloslav Duda, Jiří Klein, Hana Podešvová. – 1. vyd. – Olomouc : Univerzita Palackého v Olomouci, 2011. 117 s.
- Základní výkony ve všeobecné chirurgii. Miloslav Duda a kolektiv. – 1. vyd. – Olomouc: Univerzita Palackého v Olomouci, 2011. 189 s.
- Jícen: pohled z mnoha úhlů v zrcadle zkušeností olomoucké jícnové školy. Miloslav Duda a kolektiv. – 2. vyd. –Olomouc : Univerzita Palackého v Olomouci, 2012. 362 s.
- Onkochirurgie I. Základní principy, teoretické základy onkochirurgie a výzkum. Miloslav Duda, Jan Žaloudík. – 1. vyd. – Praha: Institut postgraduálního vzdělávání ve zdravotnictví, 2013. 88 s.
- Onkochirurgie II. Orgánová onkochirurgie I. Miloslav Duda, Jan Žaloudík, Miroslav Ryska. – 1. vyd. – Praha: Institut postgraduálního vzdělávání ve zdravotnictví, 2013. 88 s.
- Historie chirurgie – Vybrané statě olomoucké a moravské chirurgie. Miloslav Duda a kolektiv. –1. vyd. – LF UP v Olomouci, 2008.
- Půlstoletí s chirurgií… nejen olomouckou. Miloslav Duda. Univerzita Palackého v Olomouci, 2021.